# Hôtel Coulanges
Cet article concerne l'hôtel de la place des Vosges. Pour celui de la rue des Francs-Bourgeois, voir Hôtel de Coulanges. Pour les autres homonymes, voir Coulanges.
L'hôtel des Coulanges est un hôtel particulier situé sur la place des Vosges à Paris, en France. Il est construit en 1607 pour Philippe Ier de Coulanges, le grand-père maternel de Marie de Rabutin-Chantal, la future madame de Sévigné. Elle naît dans cet hôtel. Elle y vit jusqu'à ses onze ans.
Cette demeure ne doit pas être confondue avec l'hôtel de Coulanges de la rue des Francs-Bourgeois, où Marie vit par la suite jusqu'à son mariage.

## Localisation
L'hôtel est situé dans le 4e arrondissement de Paris, aux 1 bis place des Vosges et 11 bis rue de Birague. Il jouxte le pavillon du Roi (1 place des Vosges).

## Historique

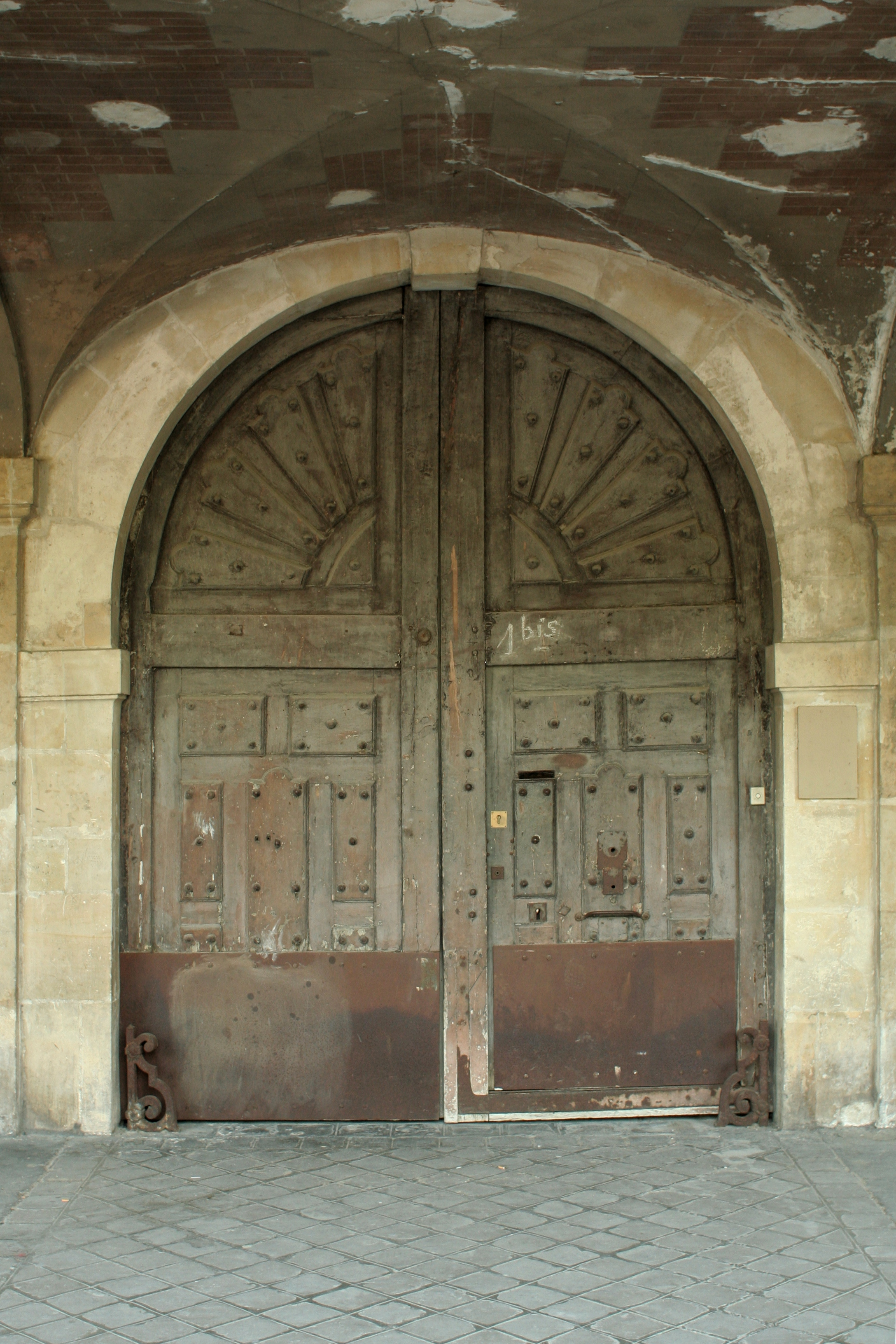
Vantaux à panneaux de la porte de l'hôtel Coulanges, sur la place des Vosges.

L'édifice est bâti en 1607 pour Philippe Ier de Coulanges et son épouse Marie de Bèze. Leur petite-fille, Marie de Rabutin-Chantal, future madame de Sévigné, y naît en 1626, dans un boudoir, à l’extrémité de l’appartement. Ses parents occupent tout le deuxième étage de l’aile Vosges. Elle vit dans cet hôtel jusqu’à ce qu'il soit vendu par la famille, en 1637.
Le peintre postimpressionniste Georges Dufrénoy y habite de 1871 à 1914, avant de déménager au 23, dans l'hôtel de Bassompierre.
Vers 1910-1912, la danseuse contemporaine Isadora Duncan y est locataire, en compagnie de Paris Singer (l'un des fils d'Isaac Singer, fondateur de l'entreprise qui porte son nom). Les deux amants font transformer la salle de réception en une salle de danse avec escalier monumental. Elle devient un lieu de représentation où Isadora peut esquisser des chorégraphies novatrices.

### Les travaux de Béatrice Cottin
L'hôtel est racheté en 1963 par Béatrice Cottin, fille du banquier Emmanuel Derode, fondateur de la BFCE. L'immeuble est alors en complète décrépitude. La nouvelle maîtresse des lieux y entreprend des travaux qui vont durer plus de 40 ans : restauration d'abord, puis projet locatif comprenant une quinzaine d'appartements. L'immeuble est squatté en 1994,. Béatrice Cottin investit plusieurs millions d'euros dans les travaux, qui, après bien des péripéties, sont abandonnés en 2007. Victime d'une fracture du fémur, la propriétaire est hospitalisée cette année-là. Elle se trouve très endettée, en conflit avec sa famille. Elle entre en maison de retraite. En décembre 2008, elle est placée sous tutelle. Elle fait appel. Le 1er octobre 2009, le placement sous tutelle est confirmé.
Les médias ne s'accordent pas dans leurs estimations de la surface des lieux : 1 300 m2, 1 500 m2,,, 2 300 m2,, près de 3 000 m2 dont plus de la moitié habitables, 1 000 m2 habitables,… Le Figaro note qu'en 2009 « l'ouvrage reste inachevé et depuis toutes ces années l'hôtel est resté inhabité, à l'exception d'un espace où Mme Cottin logeait de rares fois ». Selon Libération, « les parties rénovées côtoient des pièces totalement délabrées, les pigeons ayant, entre autres, saccagé les parquets. »

### Réquisition de Jeudi noir
Le 31 octobre 2009, le bâtiment est réquisitionné par le collectif Jeudi noir, qui défend le droit au logement des étudiants pauvres. Une trentaine d'étudiants et de jeunes en situation de précarité s'y installent, s'engageant à respecter les lieux,.
Le collectif juge que ce bâtiment classé, à l'abandon, se détériore. Dépourvu de chauffage et d'eau courante, il serait inoccupé depuis 1966,,, « un vrai scandale alors que la capitale manque cruellement de logements ». Selon l'avocat des squatters, il est « faux de dire que madame Cottin habite les lieux ». Pour une avocate de la propriétaire, il s'agit bien de « la résidence principale de madame Cottin », qui ne se trouve que « provisoirement » en maison de retraite, et souhaite réintégrer son hôtel particulier. Selon un autre avocat de Béatrice Cottin, si l'on peut reprocher quelque chose à sa cliente, c'est « d'avoir trop pris son temps » pour mener les travaux. « Mais, ajoute-t-il, prétendre que ce bâtiment est resté inoccupé et abandonné pendant 45 ans, c'est de la mauvaise foi et c'est nier l'énergie colossale que Madame Cottin a mise dans ce projet. »
La tutrice de Béatrice Cottin, qui la représente légalement, engage des poursuites contre les squatters. Le 18 janvier 2010, ils sont condamnés à l'expulsion, et au versement de lourdes indemnités. Le 22 octobre, la cour d'appel confirme la décision d'expulsion et réduit le montant des indemnités à environ 80 000 euros. La cour reconnaît dans son arrêt « le souci légitime du collectif d'attirer l'attention des pouvoirs sur les difficultés de logement auxquelles sont habituellement confrontés les étudiants et les jeunes occupant un emploi ». Mais les squatters, dit-elle, se sont rendus coupables d'une « atteinte au droit de propriété ». Le lendemain, ils sont expulsés, après un an d'occupation. Un représentant de la préfecture de police affirme que le bien « ne restera plus vide comme par le passé », car « les propriétaires ont désormais un projet immobilier, ». Béatrice Cottin meurt en novembre 2015, à l'âge de 93 ans.

### Acquisition par Xavier Niel
En juin 2016, plusieurs médias annoncent l'acquisition de l'hôtel par Xavier Niel, pour la somme de 33 millions d’euros. Selon les informations du magazine Challenges, l'homme d'affaires se serait engagé à garder l'Hôtel dans son patrimoine familial pendant une durée d'au moins quinze années tout en créant un « Espace Béatrice Cottin » abritant un musée ou une galerie accessible au public.

## Description
On y trouve des plafonds à la française aux poutres peintes et de grandes cheminées de pierre.

## Protection
Les façades et toitures de l'hôtel sont classées au titre des monuments historiques en 1926 ; les escaliers sont inscrits en 1953 ; la galerie voûtée et les vantaux de la porte d'entrée sont classés en 1954 ; le plafond du deuxième étage est inscrit en 1967.